# 覚円
覚円（かくえん、長元4年（1031年）- 承徳2年4月16日（1098年5月19日））は、平安時代後期の天台宗の僧。摂政関白太政大臣藤原頼通の子。宇治僧正とも称される。

## 生涯
園城寺明尊のもとで出家し、顕教・密教を学んだ。天喜2年（1054年）に権少僧都、天喜3年（1055年）に法印、康平6年（1063年）に園城寺長吏、康平7年（1064年）に平等院第2代執印、康平8年（1065年）に大僧正に任じられた。承暦元年（1077年）に天台座主就任の勅許を受けたが、延暦寺門徒の反対により3日で辞任に追い込まれ、代わりに法勝寺初代別当となった。その後は、宮中で修法を行い霊験が著しかったという。宮中や貴族たちの信任が厚く、嘉保3年（1096年）正月には牛車宣旨を賜っている。

## 覚円坊

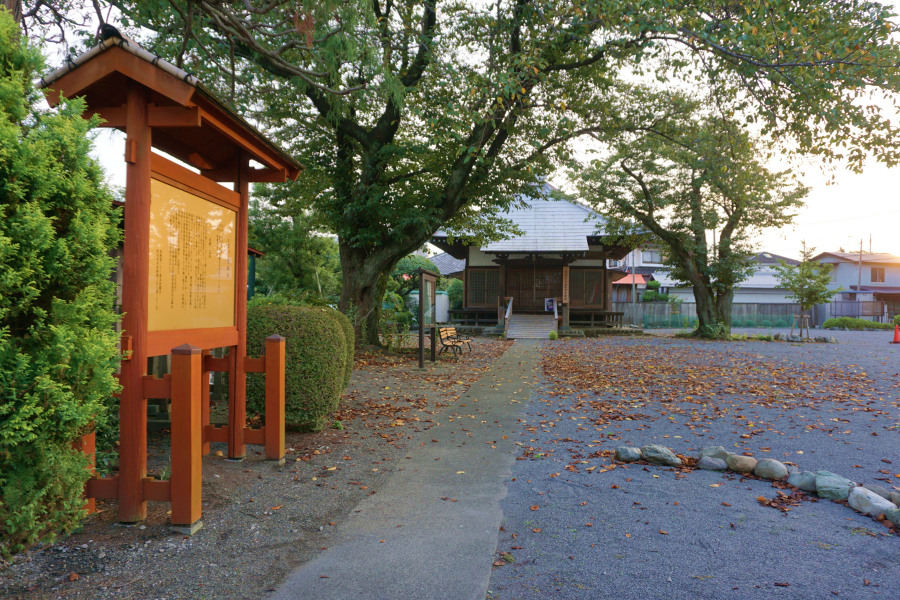
覺圓坊

東京都町田市木曽町（現・木曽西4丁目）にある覚円ゆかりの寺院。吉祥山住善寺覚円坊（覺圓坊）と称す。木曽観音とも呼ばれる。もと園城寺621坊中の一寺で、康平6年（1063年）6月に覚円が同寺中の金堂裏に開基した。永治元年（1141年）、延暦寺山徒によって園城寺が炎上した際、法禅院大信房遁れてその本尊聖観世音像を鈴鹿山北麓の飯道に移したが、正平6年/観応2年（1351年）に義然が源義仲の墓地にある義仲庵に移して安置し、のちまもなく、武蔵国多摩郡木曽が義仲の縁地であるとして木曽の伝燈阿闍梨石川氏の聖護院の参内のおりに同地に移され、多摩郡の霞頭となり三井修験の教勢大いに賑わい武相観音霊場の第33番札所となった。かつては箭簳八幡宮の別当寺でもあった。本山派修験二十七先達の一寺である。